# Grosbous
Grosbous (luxembourgeois : Groussbus) est une localité luxembourgeoise et une ancienne commune de la commune de Groussbus-Wal située dans le canton de Redange.

## Histoire
Le 1er septembre 2023, la commune fusionne avec Wahl, après les élections communales qui auront lieu le 11 juin 2023, pour former la commune de Groussbus-Wal,.

## Géographie

### Anciennes communes limitrophes
- Esch-sur-Sûre
- Préizerdaul
- Useldange
- Vichten
- Wahl

## Politique et administration

### Liste des bourgmestres
| Identité           | Période          | Période          | Durée                     | Étiquette |
| Identité           | Début            | Fin              | Durée                     | Étiquette |
| ------------------ | ---------------- | ---------------- | ------------------------- | --------- |
| Nico Simon (d)     |                  | 16 novembre 2011 |                           |           |
| John Elsen (d)     | 17 novembre 2011 | 7 juin 2015      | 3 ans, 6 mois et 21 jours |           |
| Armand Olinger (d) | 8 juin 2015      | 7 novembre 2017  | 2 ans, 4 mois et 30 jours |           |
| Paul Engel (d)     | 8 novembre 2017  | En cours         | 7 ans, 4 mois et 6 jours  |           |

## Population et société

### Démographie
L'évolution du nombre d'habitants est connue à travers les recensements de la population effectués dans le pays depuis 1821. Les recensements décennaux de la population permettent de caler les chiffres sur la composition de la population par sexe, âge, nationalité et commune de résidence. Entre deux recensements, la population au 1er janvier de l’année {\displaystyle x} est évaluée en ajoutant à la population au 1er janvier de l’année {\displaystyle x-1} les soldes naturel (naissances {\displaystyle -} décès) et migratoire (arrivées {\displaystyle -} départs) de l'année. La même méthode est appliquée pour la répartition par âge au 1er janvier et les effectifs totaux par nationalité. 
Au 1er janvier 2023,  comptait 1 134 habitants.
| 1821 | 1851 | 1871 | 1880 | 1890 | 1900 | 1910 | 1922 | 1930 |
| ---- | ---- | ---- | ---- | ---- | ---- | ---- | ---- | ---- |
| 595  | 805  | 724  | 729  | 811  | 672  | 656  | 634  | 559  |

| 1935 | 1947 | 1960 | 1970 | 1978 | 1979 | 1981 | 1983 | 1984 |
| ---- | ---- | ---- | ---- | ---- | ---- | ---- | ---- | ---- |
| 522  | 593  | 497  | 460  | 568  | 560  | 577  | 590  | 590  |

| 1985 | 1986 | 1987 | 1988 | 1989 | 1990 | 1991 | 1992 | 1993 |
| ---- | ---- | ---- | ---- | ---- | ---- | ---- | ---- | ---- |
| 600  | 610  | 600  | 606  | 613  | 616  | 623  | 635  | 644  |

| 1994 | 1995 | 1996 | 1997 | 1998 | 1999 | 2000 | 2001 | 2002 |
| ---- | ---- | ---- | ---- | ---- | ---- | ---- | ---- | ---- |
| 671  | 676  | 696  | 705  | 725  | 745  | 760  | 727  | 735  |

| 2003 | 2004 | 2005 | 2006 | 2007 | 2008 | 2009 | 2010 | 2011 |
| ---- | ---- | ---- | ---- | ---- | ---- | ---- | ---- | ---- |
| 725  | 724  | 780  | 792  | 817  | 848  | 857  | 883  | 887  |

| 2012 | 2013 | 2014 | 2015 | 2016 | 2017  | 2018  | 2019  | 2020  |
| ---- | ---- | ---- | ---- | ---- | ----- | ----- | ----- | ----- |
| 913  | 892  | 919  | 937  | 992  | 1 026 | 1 054 | 1 089 | 1 111 |

| 2021  | 2023  | - | - | - | - | - | - | - |
| ----- | ----- | - | - | - | - | - | - | - |
| 1 112 | 1 134 | - | - | - | - | - | - | - |

Pour des raisons techniques, il est temporairement impossible d'afficher le graphique qui aurait dû être présenté ici.